# Шведская история любви
«Шведская история любви» (швед. En kärlekshistoria) — шведский фильм-драма, снятый Роем Андерссоном в 1970 году. Фильм получил огромную популярность в Швеции и за рубежом.

## Сюжет
Фильм рассказывает о необыкновенной любви двух подростков Анники и Пера. Им предстоит пройти через многое: знакомство, встречи, клубы, курение, алкоголь, драку, ревность, дружбу и прийти к главному — к любви. Несмотря на характер и семейное положение, никто и ничто на свете не способны разлучить главных героев.

## Слоган
«Moments of truth»

## В ролях
- Анн-Софи Кюлин — Анника
- Рольф Сольман — Пер
- Анита Линдблом — Ева, тётя Анники
- Бертиль Норстрём — Йон Хелльберг, папа Анники
- Бьёрн Андресен — приятель Пера
- Маргрет Вейверс — Эльза, мама Анники
- Леннарт Телльфельдт — Лассе, папа Пера
- Мод Бакеус — Гунхильд, мама Пера
- Гуннар Оссиандер — дедушка Пера
- Лотта Воллин — Лотта
- Арне Андерссон — Арне
- Вернер Эдберг — дядя Вернер
- и другие

## О фильме
- Съёмки фильма проходили в период с 16 июня по 26 августа 1969 года в Стокгольме.
- Один из самых успешных фильмов Роя Андерссона.

## Награды
- На 20-м Берлинском международном кинофестивале фильм был номинирован на «Золотого медведя».